# Žak Eržen
Žak Eržen, né le 19 octobre 2005 à Novo mesto, est un coureur cycliste slovène membre de l’équipe Bahrain Victorious. Il pratique le cyclisme sur route et le cyclisme sur piste.

## Biographie
En 2022 et 2023, Eržen est membre de l’équipe de développement de la formation Adria Mobil. Durant ces deux saisons, il réalise de belles performances sur les courses flandriennes destinées aux juniors et et monte sur le podium de Kuurne-Bruxelles-Kuurne. Il est également champion de Slovénie du criterium dans sa catégorie puis 4e de la course en ligne.
Après ces deux années prometteuses, il rejoint la formation CTF Victorious, l’équipe de développement de la Bahrain Victorious. Il remporte durant l’année le GP Adria Mobil devant Jakub Mareczko, sa première victoire professionnelle. Il est promu dans l’équipe première en fin de saison.

## Palmarès sur route

### Par année
- 2022
  - 9e du championnat d'Europe sur route juniors
- 2023
  -  Champion de Slovénie du criterium juniors
  - 1re étape de l'Internationale Alpe Adria Tour (contre-la-montre)
  - 2e de Kuurne-Bruxelles-Kuurne juniors
  - 2e de la Coppa Montes
  - 3e de la Danilith Nokere Koerse juniors
  - 3e de l'Internationale Alpe Adria Tour
  -  Médaillé de bronze du championnat d'Europe sur route juniors
  - 9e du championnat du monde sur route juniors
- 2024
  - Grand Prix Adria Mobil
  - 2e du Grand Prix Misano 100
  - 2e du Circuit de Cesa
- 2025
  - Grand Prix Adria Mobil
  - Circuito del Porto-Trofeo Arvedi

## Palmarès sur piste

### Championnats du monde
| Édition / Épreuve       | Élimination | Scratch | Omnium |
| Tel Aviv 2022 (juniors) | Or          | Bronze  |        |
| Cali 2023 (juniors)     |             |         | Argent |

### Championnats d'Europe
| Édition / Épreuve     | Élimination |
| Anadia 2022 (juniors) | Bronze      |
| Anadia 2023 (juniors) | Argent      |

### Championnats nationaux
| - 2022 - Champion de Slovénie de vitesse juniors - Champion de Slovénie de vitesse par équipes juniors - Champion de Slovénie de poursuite par équipes juniors - Champion de Slovénie de l'omnium juniors - Champion de Slovénie de l'élimination juniors - 2e du championnat de Slovénie du scratch juniors - 2023 - Champion de Slovénie de l'américaine (avec Erazem Valjavec) - Champion de Slovénie du kilomètre juniors - Champion de Slovénie de poursuite par équipes juniors - Champion de Slovénie de vitesse par équipes juniors - Champion de Slovénie de l'omnium juniors - 2e du championnat de Slovénie de vitesse juniors - 2e du championnat de Slovénie de course aux points juniors - 3e du championnat de Slovénie du scratch juniors | - 2024 - Champion de Slovénie de course aux points - Champion de Slovénie du scratch - Champion de Slovénie de l'omnium - Champion de Slovénie de l'américaine (avec Nejc Peterlin) - 3e du championnat de Slovénie de l'élimination - 2025 - Champion de Slovénie de l'élimination - Champion de Slovénie de l'américaine (avec Nejc Peterlin) - 2e du championnat de Slovénie de course aux points - 2e du championnat de Slovénie de l'omnium - 3e du championnat de Slovénie du scratch |  |